# Burnley Football Club 2012-2013
Questa pagina raccoglie i dati riguardanti il Burnley Football Club nelle competizioni ufficiali della stagione 2012-2013.

## Rosa
| N. |                             | Ruolo | Calciatore          |
| -- | --------------------------- | ----- | ------------------- |
| 1  | Inghilterra (bandiera)      | P     | Lee Anderson Grant  |
| 2  | Inghilterra (bandiera)      | D     | Kieran Trippier     |
| 3  | Irlanda del Nord (bandiera) | D     | Daniel Lafferty     |
| 4  | Irlanda del Nord (bandiera) | D     | Michael Duff        |
| 5  | Inghilterra (bandiera)      | D     | Jason Shackell      |
| 6  | Irlanda (bandiera)          | C     | Chris McCann        |
| 7  | Scozia (bandiera)           | C     | Ross Wallace        |
| 8  | Inghilterra (bandiera)      | C     | Dean Marney         |
| 9  | Galles (bandiera)           | A     | Sam Vokes           |
| 10 | Irlanda del Nord (bandiera) | A     | Martin Paterson     |
| 11 | Inghilterra (bandiera)      | C     | Junior Stanislas    |
| 12 | Danimarca (bandiera)        | P     | Brian Paldan Jensen |
| 14 | Inghilterra (bandiera)      | A     | Danny Ings          |

| N. |                        | Ruolo | Calciatore      |
| -- | ---------------------- | ----- | --------------- |
| 15 | Canada (bandiera)      | D     | David Edgar     |
| 16 | Inghilterra (bandiera) | D     | Luke O'Neill    |
| 17 | Inghilterra (bandiera) | A     | George Porter   |
| 18 | Inghilterra (bandiera) | D     | Joseph Mills    |
| 19 | Inghilterra (bandiera) | C     | Cameron Stewart |
| 20 | Inghilterra (bandiera) | C     | Marvin Bartley  |
| 22 | Galles (bandiera)      | C     | Brian Stock     |
| 23 | Inghilterra (bandiera) | A     | Charlie Austin  |
| 26 | Irlanda (bandiera)     | C     | Keith Treacy    |
| 28 | Irlanda (bandiera)     | D     | Kevin Long      |
| 36 | Inghilterra (bandiera) | D     | Ben Mee         |
|    | Inghilterra (bandiera) | C     | David Jones     |